# 8 جمادى الآخرة
- السبت
- الأحد
- الاثنين
- الثلاثاء
- الأربعاء
- الخميس
- الجمعة

- 2830 نوفمبر 2024
- 291 ديسمبر 2024
- 12 ديسمبر 2024
- 23 ديسمبر 2024
- 34 ديسمبر 2024
- 45 ديسمبر 2024
- 56 ديسمبر 2024
- 67 ديسمبر 2024
- 78 ديسمبر 2024
- 89 ديسمبر 2024
- 910 ديسمبر 2024
- 1011 ديسمبر 2024
- 1112 ديسمبر 2024
- 1213 ديسمبر 2024
- 1314 ديسمبر 2024
- 1415 ديسمبر 2024
- 1516 ديسمبر 2024
- 1617 ديسمبر 2024
- 1718 ديسمبر 2024
- 1819 ديسمبر 2024
- 1920 ديسمبر 2024
- 2021 ديسمبر 2024
- 2122 ديسمبر 2024
- 2223 ديسمبر 2024
- 2324 ديسمبر 2024
- 2425 ديسمبر 2024
- 2526 ديسمبر 2024
- 2627 ديسمبر 2024
- 2728 ديسمبر 2024
- 2829 ديسمبر 2024
- 2930 ديسمبر 2024
- 3031 ديسمبر 2024
- 11 يناير 2025
- 22 يناير 2025
- 33 يناير 2025

8 جُمادى الآخرة أو 8 جُمادی‌ الثانية أو يوم 8 \ 6 (اليوم الثامن من الشهر السادس) هو اليوم السادس والخمسون بعد المائة (156) من أيَّام السنة (أو السابع والخمسون بعد المائة لو كان شهر ربيع الآخر مُتممًا لليوم الثلاثين أو الثامن والخمسون بعد المائة لو أتم كلاً من صفر وربيع الآخر ثلاثين يوماً) وفق التقويم الهجري القمري (العربي). يبقى بعده 198 أو 199 يومًا لانتهاء السنة.

## أحداث
- 937هـ - الأسطول العثماني يخوض معركة بحرية مع الأسطول البرتغالي المكوَّن من 190 سفينة حربية و210 سفن نقل محملة بستة وعشرين ألف جندي، وذلك قرب جزيرة ديو الواقعة في المحيط الهندي، والتي تبعد عن شمال جزيرة بومباي بمسافة 250 كم. وقد حقق العثمانيون انتصارًا كبيرًا في هذه المعركة.
- 1014هـ - ولاية السلطان «جهانكير خان بن أكبر» الحكمَ في الهند، وفي عهده بدأت القوى الاستعمارية تتطلع إلى السيطرة على الهند تحت اسم «التجارة»، وقد دام حكمه ثلاثًا وعشرين سنة.
- 1298هـ - اليهود في صفاقس التونسية يخبرون البارجة الفرنسية «ألكرسيكي» باستعداد الأهالي لمقاومتهم، فتحجم البارجة عن مهاجمة المدينة، ثم تهاجمها بمعاونة 6 بوارج إضافية.
- 1309هـ - عباس حلمي الثاني يتولى حكم مصر خلفًا لوالده الخديوي توفيق الذي توفي في اليوم السابق.
- 1349هـ - الشباب التونسي يعقد مؤتمرًا للحركة الوطنية، وينتخب هيئة الكفاح التي ضمت الحبيب بورقيبة.
- 1372هـ - توقف مجلة الرسالة عن الصدور، وتعدّ «الرسالة» أشهر مجلة ثقافية وأدبية صدرت في الوطن العربي، وكتب فيها ألمع الكتاب والأدباء، وكان يرأس تحريرها الأديب الكبير أحمد حسن الزيات، وكانت تصدر في القاهرة.
- 1389هـ - إحراق المسجد الأقصى على يد مايكل دينس روهان.
- 1405هـ - جمعية المعجمية العربية بتونس تعقد أولى ندواتها العلمية تحت عنوان «إسهام التونسيين في إثراء المعجم العربي».
- 1413هـ - مجلس الأمن الدولي يوافق على التدخل العسكري في الصومال بقيادة الولايات المتحدة وذلك لوقف الحرب الأهلية هناك بعد انهيار حكومة الرئيس محمد سياد بري.
- 1422هـ - طائرات إسرائيلية تطلق صواريخ على مقر الجبهة الشعبية لتحرير فلسطين في رام الله وتقتل أمين عام الجبهة أبو علي مصطفى الذي كان وقتها في مكتبة.
- 1425هـ - نحو 200 ألف إسرائيلي يتظاهرون احتجاجًا على خطة رئيس الوزراء الإسرائيلي أرئيل شارون الخاصة بالانسحاب من قطاع غزة، مشكلين سلسلة بشرية امتدت بطول 90 كيلو مترًا من القدس الشرقية إلى شمال قطاع غزة.
- 1436هـ -
  - جيش الفتح الذي يضم تسعة فصائل يسيطر على مدينة إدلب بعد 4 أيام من المعارك مع الجيش السوري.
  - بدء أعمال القمة العربية في شرم الشيخ بمصر وسط أزمات سياسية وعسكرية تشهدها المنطقة العربية.
- 1440هـ -
  - عشرات القتلى والجرحى في هجوم انتحاري استهدف حافلة للحرس الثوري الإيراني في محافظة بلوشستان في إيران.
  - افتتاح مؤتمر وارسو حول الشرق الأوسط لمواجهة النفوذ الإيراني في المنطقة بحضور لافت لدول عربية وإسرائيل.

## مواليد
- 1306هـ - عبد الرحمن الرافعي، مؤرخ مصري.
- 1335هـ - عايدة فهمي، ناشطة اجتماعية وحقوق المرأة ونقابية عمالية مصرية.
- 1344هـ - محمد مزالي، سياسي تونسي.
- 1361هـ - أشرف عبد الغفور، ممثل مصري.
- 1364هـ - محمد المفرح، ممثل سعودي.
- 1373هـ - إيلي بن دهان، حاخام وسياسي إسرائيلي.
- 1378هـ - أحمد الطيبي، عضو عربي بالكنيست الإسرائيلي.
- 1382هـ - انتصار الشراح، ممثلة كويتية.
- 1383هـ - وائل الإبراشي، صحفي مصري.
- 1388هـ - محمد عطا، مصري يعتقد حسب مكتب التحقيقات الفيدرالي إنه أحد منفذي هجمات 11 سبتمبر.
- 1389هـ - ابتسام عبد الله، ممثلة بحرينية.
- 1399هـ - هند، مغنية بحرينية.

## وفيات
- 595 هـ - ريتشارد الأول قلب الأسد، ملك إنجلترا.
- 1307 هـ - خير الدين التونسي، أحد رواد الإصلاح في العالم الإسلامي والصدر الأعظم في العهد الحميدي.
- 1422 هـ -
  - أبو علي مصطفى، أمين عام الجبهة الشعبية لتحرير فلسطين.
  - رمضان عبد التواب، عالم لغوي مصري.
- 1433 هـ - شكري غانم، سياسي واقتصادي ليبي.
- 1413 هـ - صلاح قابيل، ممثل مصري.
- 1437 هـ - بندر بن سعود بن عبد العزيز آل سعود، أمير سعودي.

## وصلات خارجية
- موقع قصة الإسلام: حدث في شهر جُمادى الآخرة.